# Archibald Primrose (Lord Dalmeny)
Pour les articles homonymes, voir Archibald Primrose.
Archibald Primrose, Lord Dalmeny (2 octobre 1809-23 janvier 1851) est un homme politique libéral écossais.

## Biographie
Il est le fils aîné et héritier apparent d'Archibald Primrose (4e comte de Rosebery) (1783–1868), qu'il précède dans la tombe, et de son épouse Harriett Bouverie. 
Il fait ses études à la Harrow School et au Trinity College de Cambridge. 
Il est un partisan du Reform Act 1832 et est devenu député de Stirling Burghs lors des élections qui ont lieu cette année-là après l'adoption du projet de loi. Du 25 avril 1835 jusqu'à la chute du deuxième gouvernement de Melbourne en 1841, Dalmeny est un Lord de l'Amirauté. Au Parlement, il s'oppose au Vote à bulletin secret et à l'Impôt sur le revenu. Il ne se représente pas en 1847 et quitte le Parlement. 

## Mariage et descendance
Le 20 septembre 1843, il épouse Catherine Lucy Wilhelmina Stanhope (1819–1901), historienne, fille de Philip Henry Stanhope (4e comte Stanhope), avec qui il a quatre enfants:  
- Mary Catherine Constance Primrose (19 novembre 1844-3 septembre 1935), qui, le 8 octobre 1885, épouse Henry Walter Hope-Scott.
- Constance Evelyn Primrose (1er mai 1846 - 27 juin 1939), qui épouse le 15 juillet 1867 Henry Wyndham (2e baron Leconfield).
- Archibald Primrose (5e comte de Rosebery) (1847–1929), Premier ministre du Royaume-Uni 1894–1895.
- Everard Henry Primrose (1848–1885), colonel des Grenadier Guards et attaché militaire à Vienne.

Après la mort de Lord Dalmeny, Lady Dalmeny se remarie à Harry Powlett (4e duc de Cleveland) (1803-1891) en 1854. 
Dalmeny tombe malade de pleurésie pendant la saison de Noël de 1850 et, tout en se rétablissant apparemment en janvier, est décédé subitement d'une insuffisance cardiaque. 